# أكثر من أصدقاء
أكثر من أصدقاء (هانغل: 경우의 수) هو مسلسل تلفزيوني كوري جنوبي، عُرض للمرة الأولى في 25 سبتمبر 2020 على قناة جاي تي بي سي، وانتهى في 28 نوفمبر 2020.

## روابط خارجية
- أكثر من أصدقاء على موقع IMDb (الإنجليزية)
- أكثر من أصدقاء على موقع نتفليكس (الإنجليزية)
- أكثر من أصدقاء على موقع كينوبويسك (الروسية)
- أكثر من أصدقاء على موقع قاعدة بيانات الفيلم (الإنجليزية)
- الموقع الرسمي باللغة الكورية
- أكثر من أصدقاء في قاعدة بيانات الأفلام على الإنترنت
- أكثر من أصدقاء في آي جيي
- أكثر من أصدقاء في هانسينما